# Норија ла Уна (Гомез Паласио)
Норија ла Уна (шп. Noria la Una) насеље је у Мексику у савезној држави Дуранго у општини Гомез Паласио. Насеље се налази на надморској висини од 1120 м.

## Становништво
Према подацима из 2005. године у насељу је живело 14 становника.

### Хронологија
| Година       | 2005 |
| ------------ | ---- |
| Становништво | 14   |

### Попис
| # | Индикатор                        | Вредност |
| - | -------------------------------- | -------- |
| 1 | Укупно појединачних домаћинстава | 1        |